# Acrocephalus
Acrocephalus is een geslacht van zangvogels uit de familie Acrocephalidae (rietzangers). 
Acrocephalus-soorten zijn kleine, insectenetende trekvogels. Vroeger werd dit geslacht gerekend tot de zangers van de Oude Wereld. In Nederland voorkomende moerasvogels zoals de kleine- en de grote karekiet, de rietzanger en de bosrietzanger behoren tot dit geslacht.

## Soorten
Het geslacht telt 61 soorten waarvan 6 zijn uitgestorven. In onderstaande lijst zijn de soorten ingedeeld naar regio, waarbij opvalt dat veel soorten van dit geslacht voorkomen op kleine eilanden in de Grote Oceaan.
Afrika
- Acrocephalus brevipennis  – Kaapverdische rietzanger
- Acrocephalus gracilirostris  – Kaapse rietzanger
- Acrocephalus newtoni  – Madagaskarrietzanger
- Acrocephalus rodericanus  – Rodriguesrietzanger
- Acrocephalus rufescens  – Papyrusrietzanger
- Acrocephalus sechellensis  – Seychellenrietzanger

Eurazië, overwinterend in Afrika
- Acrocephalus arundinaceus  – Grote karekiet
- Acrocephalus griseldis  – Basrakarekiet
- Acrocephalus paludicola  – Waterrietzanger
- Acrocephalus palustris  – Bosrietzanger
- Acrocephalus schoenobaenus  – Rietzanger
- Acrocephalus scirpaceus  – Kleine karekiet

Eurazië
- Acrocephalus agricola  – Veldrietzanger
- Acrocephalus bistrigiceps  – Zwartbrauwrietzanger
- Acrocephalus concinens  – Indische veldrietzanger
- Acrocephalus dumetorum  – Struikrietzanger
- Acrocephalus melanopogon  – Zwartkoprietzanger
- Acrocephalus orientalis  – Chinese karekiet
- Acrocephalus sorghophilus  – Chinese rietzanger
- Acrocephalus tangorum  – Mantsjoerijse veldrietzanger
- Acrocephalus orinus  – Humes karekiet
- Acrocephalus stentoreus  – Indische karekiet

Oceanië
- Acrocephalus australis  – Australische karekiet
- Acrocephalus aequinoctialis  – Christmaseilandkarekiet
- †Acrocephalus astrolabii  – Mangarevakarekiet
- Acrocephalus atyphus  – Tuamotukarekiet
- Acrocephalus caffer  – Langsnavelkarekiet
- Acrocephalus familiaris  – Hawaiikarekiet
- Acrocephalus hiwae  – Saipankarekiet
- Acrocephalus kerearako  – Mangaiakarekiet
- †Acrocephalus longirostris  – Mooreakarekiet
- †Acrocephalus luscinius  – Nachtegaalkarekiet
- Acrocephalus mendanae  – Zuidelijke markiezenkarekiet
- †Acrocephalus musae  – West-Genootschapskarekiet
- †Acrocephalus nijoi  – Aguijankarekiet
- Acrocephalus percernis  – Noordelijke markiezenkarekiet
- Acrocephalus rehsei  – Naurukarekiet
- Acrocephalus rimitarae  – Rimitarakarekiet
- Acrocephalus syrinx  – Carolinenkarekiet
- Acrocephalus taiti  – Hendersonkarekiet
- Acrocephalus vaughani  – Pitcairnkarekiet
- †Acrocephalus yamashinae  – Pagankarekiet